# اوریون و تاریکی
اوریون و تاریکی (به انگلیسی: Orion and the Dark) فیلم پویانمایی رایانه‌ای کمدی ماجراجویی فانتزی آمریکایی محصول ۲۰۲۴ به کارگردانی شان چارماتز (در اولین کارگردانی فیلم بلندش) و نویسندگی چارلی کافمن است که بر اساس کتابی به همین نام توسط اما یارلت برای کودکان ساخته شده‌است. این فیلم محصول کمپانی دریم‌ورکس انیمیشن است و در ۲ فوریه ۲۰۲۴ در نتفلیکس اکران شد.

## داستان
اوریون یک بچه دبستانی خجالتی، بی خیال و متوسط است و یک عشق مخفیانه دارد. او در زیر نمای ظاهری معمولی‌اش، پسری بسیار مضطرب است که ترس‌های غیرمنطقی از زنبور، سگ، اقیانوس، امواج تلفن همراه، دلقک‌های قاتل و حتی سقوط از صخره او را کاملاً درگیر کرده‌است. اما از بین همه ترس‌هایش، چیزی که بیشتر از همه از آن می‌ترسد، همان چیزی است که شبانه با آن روبرو می‌شود: تاریکی. او هر زمان که می‌خوابد به نور نیاز دارد. هنگامی که تجسم واقعی بدترین ترس او به نزدش می‌آید، تاریکی اوریون را به سراسر جهان می‌برد تا به او ثابت کند در شب چیزی برای ترسیدن وجود ندارد. با نزدیک‌تر شدن این دو، اوریون باید تصمیم بگیرد که آیا می‌تواند چیزهای ناشناخته را بپذیرد و باید اجازه ندهد ترس زندگی‌اش را کنترل کند و در نهایت لذت زندگی بدون هیچ نگرانی را در آغوش گیرد.

## صداپیشه‌ها
- جیکوب ترمبلی در نقش اوریون
- پل والتر هاوزر در نقش تاریکی
- ورنر هرتسوک

## تولید
در ۱۲ ژوئن ۲۰۲۳ اعلام شد که نتفلیکس و دریم ورکس انیمیشن در این فیلم که توسط چارلی کافمن نوشته شده بود با یکدیگر همکاری کردند و در همان روز چندین بخش در جشنواره بین‌المللی فیلم انیمیشن انسی به نمایش درآمد. جیکوب ترمبلی، پل والتر هاوزر و ورنر هرتزوگ به عنوان بخشی از صداپیشگان معرفی شدند.

### انیمیشن
میکروس ایمیج که با دریم ورکس در کاپیتان زیرشلواری: اولین فیلم حماسی کار کرده بود، خدمات پویانمایی این فیلم را از پاریس و بنگلور تهیه کرده‌است.

## انتشار
این فیلم به جای اکران در سینماها از طریق یونیورسال پیکچرز، در ۲ فوریه ۲۰۲۴ توسط نتفلیکس به نمایش درآمد.